# مارینا سالاس

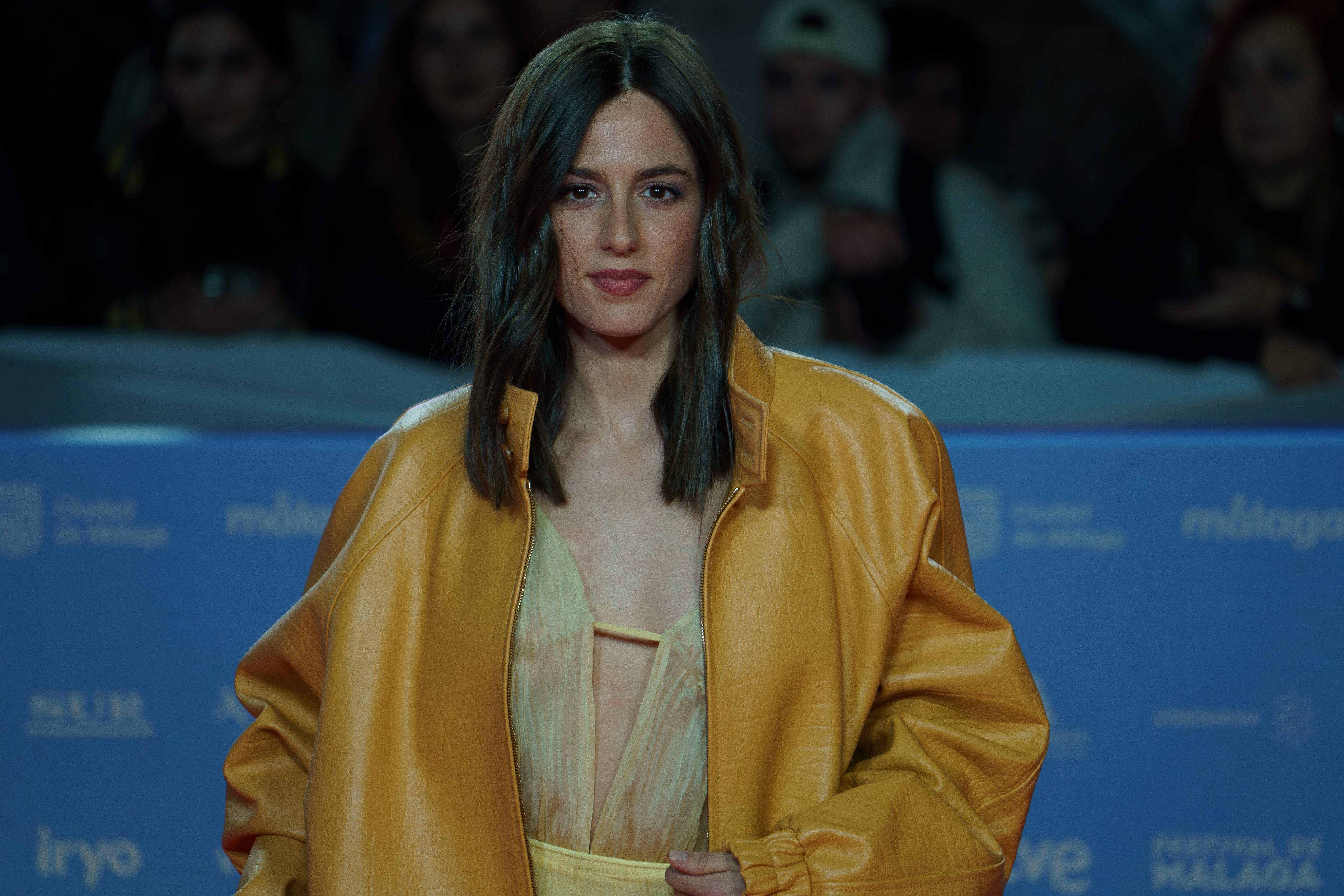
مارینا سالاس، ۲۰۲۵

مارینا سالاس (اسپانیایی: Marina Salas‎؛ زادهٔ ۱۷ اکتبر ۱۹۸۸) بازیگر اهل اسپانیا است.
از فیلم‌ها یا برنامه‌های تلویزیونی که وی در آن نقش داشته‌است، می‌توان به افراد خودی، کارلوس، پادشاه امپراتور، می‌خواهمت، سه قدم بالاتر از بهشت و به خاطر چند بوسه اشاره کرد.